# Pevnost (fyzika)
Pevnost je fyzikální vlastnost pevných látek, vyjadřující jejich odolnost vůči vnějším silám.

## Druhy pevnosti
Rozeznáváme tři druhy pevnosti:
- Pevnost v tlaku
- Pevnost v tahu – Rm (MPa)
- Pevnost ve střihu (nebo také pevnost ve smyku)

Někdy se uvádějí ještě další pevnosti, závisející nejen na fyzikálních vlastnostech materiálu, ale i na jeho profilu:
- vzpěrná pevnost
- torzní pevnost
- pevnost v ohybu

## Zjišťování pevnosti
Pro zjišťování pevnosti (respektive meze pevnosti) jsou užívány specializované přístroje a metodiky.

### Vzorce
S pevností souvisí mez pevnosti σp (může být značena i jinak), jednotkou je Pa (Pascal). Mez pevnosti je maximální hodnota normálového napětí σn, při které ještě není porušena celistvost materiálu. Vypočítá se jako podíl deformující síly F a průřezu kolmého řezu S, na který tato síla působí:
σn= F/S,
nebo jako součin relativní deformace ε a materiálové konstanty E:
σn= εE.
V případě prostorové napjatosti je mezní stav pevnosti vyjádřen tzv. mezní plochou pevnosti v prostoru hlavních napětí (též Haighův nebo Haighův-Westergaardův prostor). K určení mezní plochy pevnosti mohou vést různé přístupy: fyzikální, experimentální, hypotetický. Fyzikální přístup je omezen úrovní znalostí o vnitřní stavbě látek. Naproti tomu hypotetický přístup je často využíván kvůli jednoduchosti použití při dostačující přesnosti.

### Hypotézy pevnosti pro houževnaté materiály
Houževnaté materiály se po překročení meze kluzu dostanou do plastického stavu, proto se napjatost obvykle vztahuje k mezi kluzu {\displaystyle \sigma _{K}}.
Prostorová napjatost se přepočte na tzv. redukované napětí (σred) a to se porovnává s dovoleným napětím. Má být {\displaystyle \sigma _{red}\leq \sigma _{D}={\frac {\sigma _{K}}{k}}}, kde {\displaystyle \sigma _{K}} je mez kluzu a {\displaystyle k} je koeficient bezpečnosti.
- τmax (též Trescova): {\displaystyle \sigma _{red}=|\sigma _{1}-\sigma _{3}|}; (σ1 a σ3 jsou největší a nejmenší hlavní napětí).
- energetická (HMH nebo von Misesova): {\displaystyle \sigma _{red}={\frac {\sqrt {2}}{2}}{\sqrt {(\sigma _{1}-\sigma _{2})^{2}+(\sigma _{2}-\sigma _{3})^{2}+(\sigma _{3}-\sigma _{1})^{2}}}}

### Hypotézy pevnosti pro křehké materiály
Křehké materiály mají rozdílnou pevnost v tahu a v tlaku.
- Podmínka křehké pevnosti podle maximálního normálového napětí ({\displaystyle \sigma _{max}}):

Pro tah: {\displaystyle \sigma _{red}=\sigma _{max}\leq \sigma _{Dt}}.
Pro tlak: {\displaystyle \sigma _{red}=|\sigma |_{max}\leq \sigma _{Dd}}.
- Mohrova podmínka křehké pevnosti: {\displaystyle \sigma _{red}=\sigma _{max}-\rho \sigma _{min}\leq \sigma _{Dt}},

kde {\displaystyle \rho ={\frac {\sigma _{Dt}}{\sigma _{Dd}}}<1}. Pro houževnaté materiály je {\displaystyle \rho =1} a Mohrova podmínka přejde v hypotézu "{\displaystyle \tau _{max}}".

### Pevnostní kritéria pro kompozitní materiály
- mikroskopická (maximální napětí, maximální deformace)
- makroskopická: např. Hillovo, Tsai-Wu, Puck, LaRC.